# Boschetto dei Frati
Il parco Buzzaccarini di Monselice, denominato anche “Boschetto dei Frati”, è un ampio parco delimitato da antiche mura. È presente sul territorio monselicense dal 1162 ed è collegato alla costruzione del vicino monastero, poi di venuto convento francescano di San Giacomo. Dal 1991 è proprietà comunale e solo dal 2013 è stato concesso in gestione all’associazione Enars ACLI

## Storia

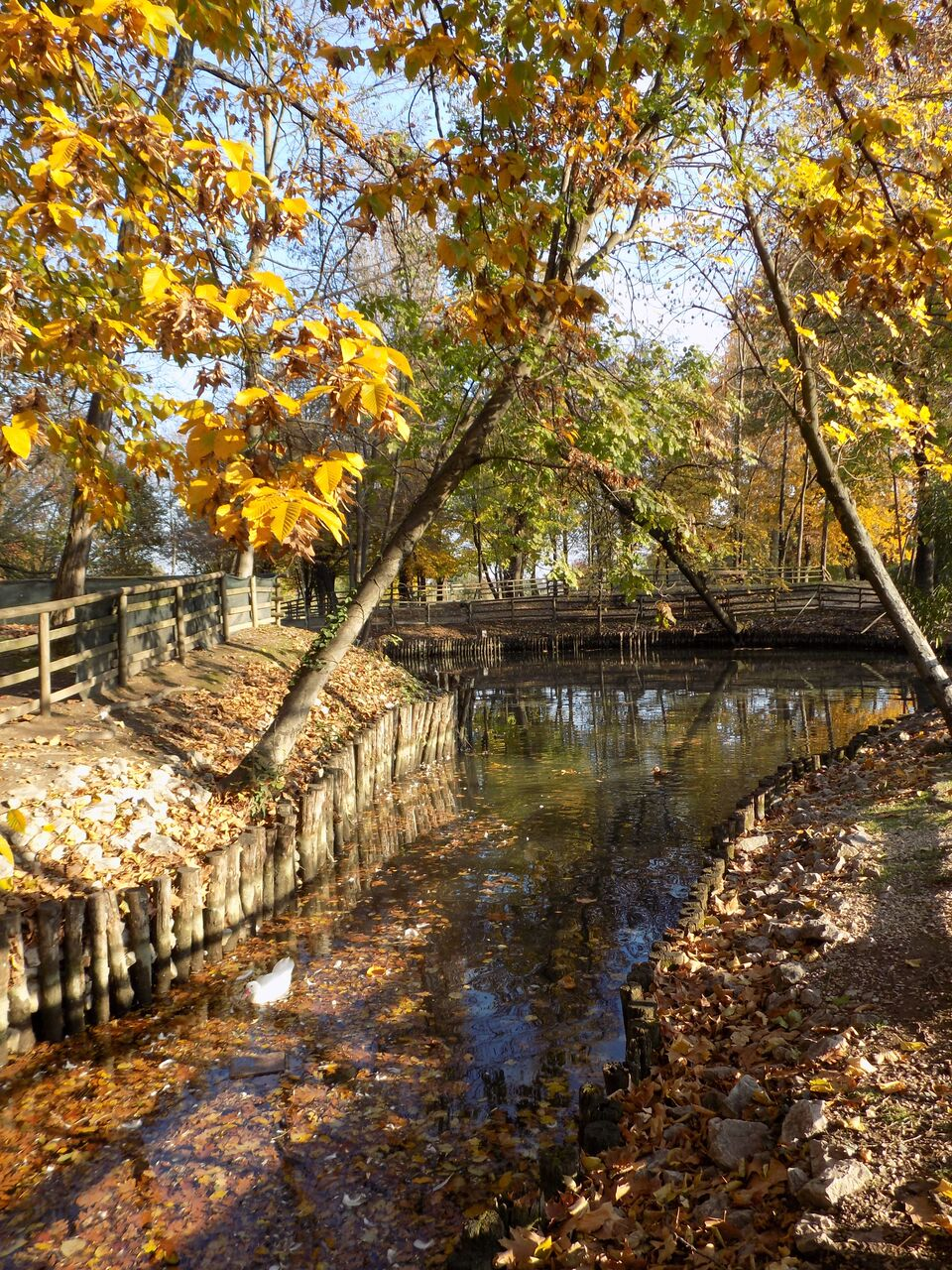
Il percorso che porta al laghetto.

Nel 1162, nella zona adiacente al parco venne edificato un ospizio per pellegrini e viandanti. Inizialmente affidato ai monaci benedettini, con il passare del tempo il monastero venne ceduto ad altri Ordini religiosi, per poi passare nel 1668 alla repubblica di Venezia. Tuttavia da un manoscritto conservato dall’archivio conventuale di San Giacomo si può notare come l’area del parco che oggi è di proprietà del comune di Monselice, non sia mai stata sotto la proprietà dei frati. Con questo si può dunque affermare che il nome “parco dei frati” derivi da un diritto di proprietà, ma dalla denominazione della zona in cui è situato
Il parco nel corso della storia ha visto numerosi possessori e altrettante denominazioni.
Il padovano Giovanni Battista Cromer, celebre avvocato del foro di Venezia, acquistò l'area del parco e fece costruire una villa al suo interno. Cromer lo trasformò in un giardino all’inglese dove passeggiare circondati da laghetti e fossati facendolo diventare meta ambita dall’ élite veneta di quegli anni. In questo modo Cromer assunse una posizione di rilievo e decise di acquistare la statua del Canova raffigurante Alvise Valaresso per posizionarla all'interno del parco. Nel 1887 tale statua è stata donata al museo civico di Padova dove si trova tuttora
Alla famiglia Cromer successe la famiglia Saggini, il cui l’ultimo erede morì nel 1903 e lasciò la villa a disposizione della congregazione di carità di Monselice. La villa venne venduta alla famiglia Buzzaccarini e rimase di loro proprietà fino al 1953 quando passò alla famiglia Schiesari, che a sua volta la donò nel 1968 ai frati francescani.
Durante la seconda guerra mondiale la villa finì in mani tedesche e in seguito dalle forze alleate. Divenuta così una testimonianza di quel tragico periodo, nel 1995 il consiglio comunale decise di preservare le mura in memoria delle fucilazioni avvenute durante la seconda guerra mondiale sotto l'occupazione nazifascista.
Nel 1968 la villa divenne proprietà dei frati francescani, mentre il parco vide il susseguirsi di diversi proprietari fino al 1990, anno in cui l’amministrazione comunale acquisì il parco stesso. L’idea iniziale era quella di istituire un parco pubblico e di far sorgere al suo interno una casa di riposo, idea poi abbandonata.

## Descrizione

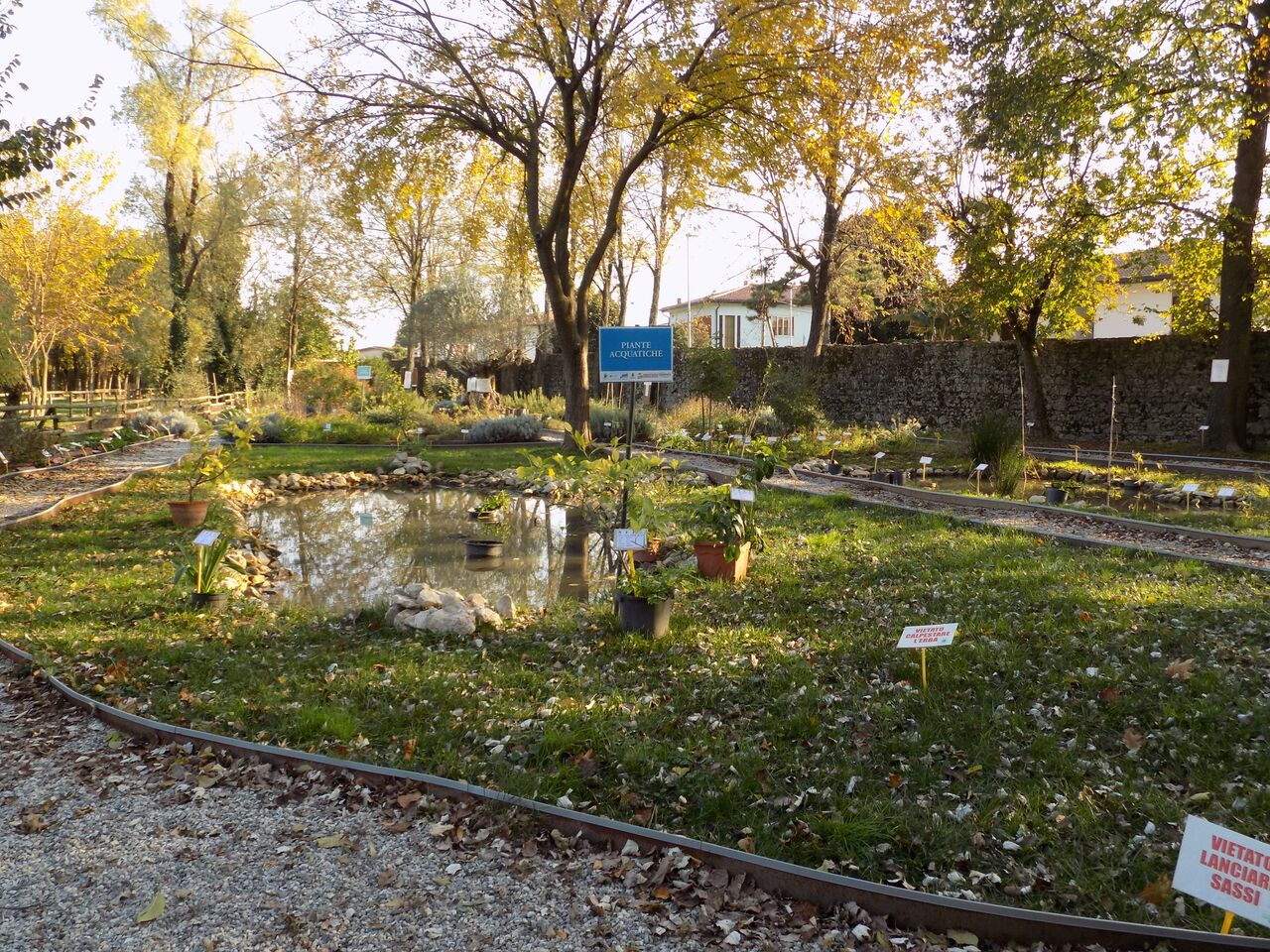
Laghetto delle piante acquatiche

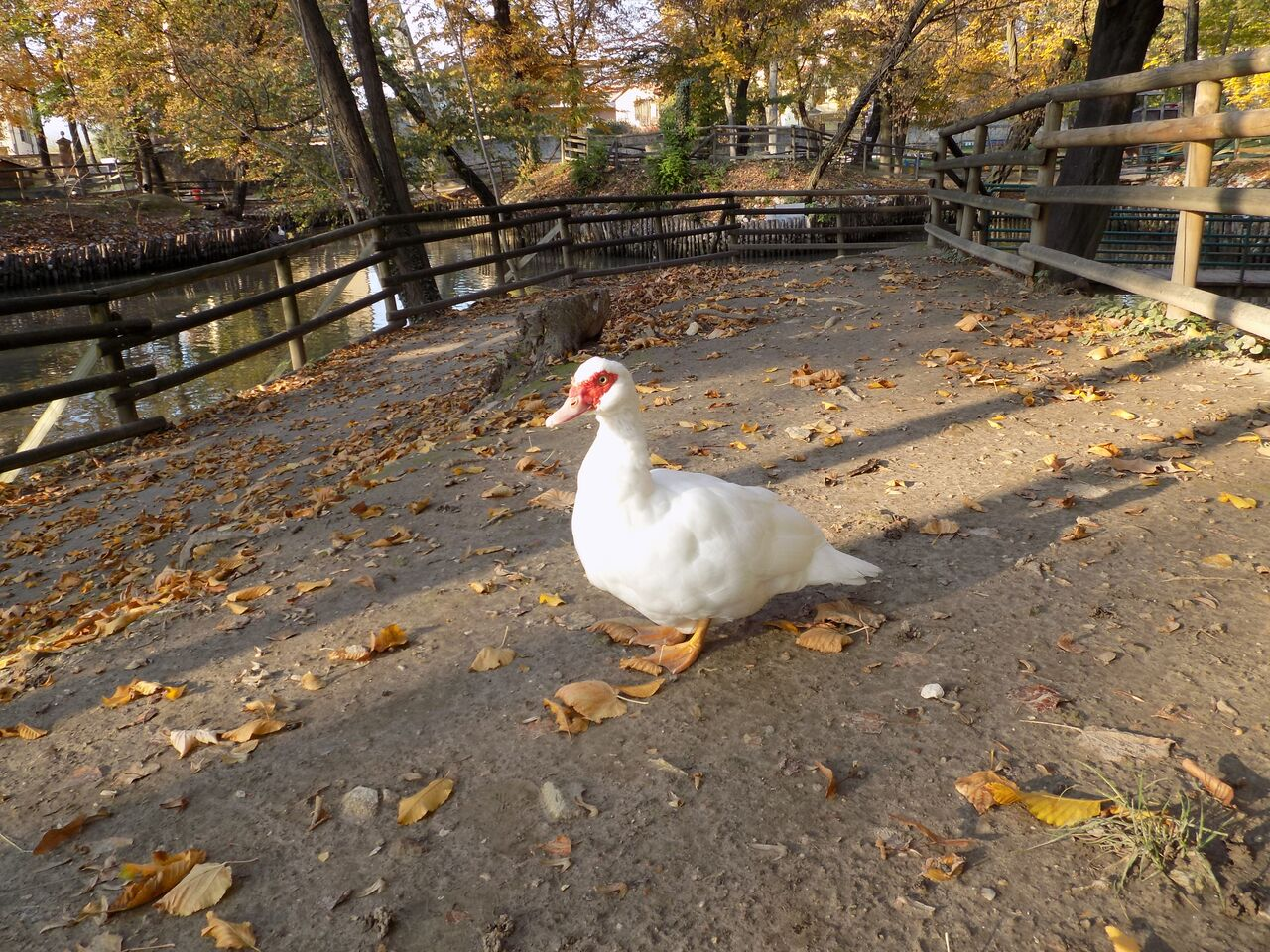
Una delle numerose anatre del Parco

Il parco Buzzaccarini è diviso in varie aree. Se si procede verso destra, dopo l’entrata seguendo il camminatoio di ghiaia, si arriva di un’area giochi per i più piccoli completa di scivoli, altalene.
Sempre dopo l’entrata, di fronte a sé è possibile notare un’area circondata da un laghetto, dove è possibile accedere seguendo il camminatoio di ghiaia perimetrale e al centro del quale si trova una zona prevista di gazebo dove è possibile sedersi e rilassarsi.
Proseguendo fino alla fine del camminatoio di ghiaia, si arriva all'accesso al giardino botanico, il quale contiene varie tipologie di piante.

### Giardino botanico
Il giardino Botanico, si contraddistingue per essere un esteso punto di verde all’interno della città.
Il giardino botanico presenta numerosi e variegati tipi di vegetazione, di cui diversi autoctoni dei vicini colli euganei; una particolarità di questo luogo si rivela essere la presenza di due laghetti e di relative piante acquatiche.
Le tipologie di piante presenti sono oltre 250, di cui oltre 70 si contraddistinguono per essere piante usate a scopo medicinale: queste hanno posto accanto a sé la loro descrizione in formato cartaceo, in modo che i visitatori possano imparare a conoscerle ed apprezzarle.
Un'ulteriore particolarità si rivela essere la presenza di oltre 30 tipologie di piante commestibili.
Una pianta tipica della zona, e che si contraddistingue per rappresentare il giardino, è l’orchidea Spontanea.

#### Servizi e attività
Soprattutto nel periodo estivo il parco viene utilizzato per la realizzazione di attività ricreative, ludiche e culturali. Esso comprende un’area giochi, una zona pic nic, una zona disposta per le grigliate, un campo da pallavolo ed attrezzi per l’esercizio fisico.
Al centro del parco sono presenti un chiosco e una pizzeria che utilizza prodotti biologici e a chilometro zero.